# Olifantsvis
De olifantsvis of tapirvis (Gnathonemus petersii) is een vis die tot de familie van de tapirvissen behoort. De familie en deze soort danken hun naam aan de 'slurf'.

## Kenmerken
De vis wordt ongeveer 20 centimeter groot.

## Levenswijze
De dieren zijn vooral te vinden op de bodem van het water waarin ze leven. Overdag houden ze zich schuil tussen dichte beplanting en wortelhout. 's Nachts jagen ze op wormen en insectenlarven.
Het zijn territoriumvormende vissen. Hierdoor leven ze doorgaans solitair en kunnen ze onderling erg agressief zijn. Olifantsvissen bezitten een elektrisch orgaan waarmee ze onderling kunnen communiceren, prooien kunnen lokaliseren en zich oriënteren. Het elektrisch orgaan zelf zit in de staartwortel; elektroreceptoren zijn over de hele kop, de buik- en de rugzijde verspreid, maar zitten niet op de zijkant en de staartwortel van de vis.

## Voortplanting
Over de voortplanting is tot nu toe nog maar weinig bekend. Men veronderstelt dat ze geen broedzorg vertonen.

## Verspreiding
De soort komt voor in Afrika, van Niger tot in het bekken van de rivier de Kongo in Congo in troebele rivieren, plassen en moerassen.